# SN 2012G
SN 2012G – siódma supernowa odkryta w 2012. Wybuch został odkryty w 14 stycznia 2012 w ramach programu Robotic Optical Transient Search Experiment. W momencie odkrycia gwiazda osiągnęła jasność 16,5m. Położona w gwiazdozbiorze Warkocza Bereniki supernowa należy do typu Ia.